# 지구인 (래퍼)
지구인(Geegooin, 본명: 이상운, 1986년 11월 10일 ~ )은 대한민국의 래퍼이다. 현재 행주와, Boi B와 함께, 힙합 크루 중 하나인, 리듬파워 소속으로 활동하고 있다. 쇼미더머니 4, 쇼미더머니 6, 쇼미더머니10 에 참가했다.

## 방송 출연
- Show Me The Money 4 - 참가 (마이크 선택 탈락)
- Show Me The Money 5 - 1차 경연 피처링
- Show Me The Money 6 - 1차 예선 탈락
- Show Me The Money 10 - top18
- 고등래퍼 2 - 파이널 피처링

## 디스코그래피

### 음반
| 제목              | 발매년도 | 차트 최고 순위 | 판매량 |
| ----------------- | -------- | -------------- | ------ |
| 《CinemaKid E01》 | 2016     | —              | —      |
| 《헛헛해》        | 2018     | —              | —      |

### 노래
| 제목         | 발매년도 | 차트 최고 순위 | 수록 음반                   |
| ------------ | -------- | -------------- | --------------------------- |
| 《재능 충》  | 2021     | —              | —                           |
| 《쉬어》     | 2021     | 1              | 《쇼미더머니 10 Episode 1》 |
| 《새로고침》 | 2021     | —              | 《쇼미더머니 10 Episode 3》 |

### 리듬파워

#### 음반 목록
- 2010년 8월 26일 EP 앨범 〈리듬파워〉
- 2012년 5월 3일 디지털 싱글 〈리듬파워〉
- 2012년 7월 5일 미니 앨범 〈누구 하나 빠짐없이 잘생겼다 리듬파워〉
- 2012년 8월 16일 〈MM Choice Part 3〉
- 2013년 10월 14일 싱글 앨범 〈THE TRIO - STAGE ONE〉
- 2014년 1월 23일 미니 앨범 〈월미도의 개들〉
- 2017년 2월 7일 디지털 싱글 〈방사능 (Bangsaneung)〉

#### 참여 앨범
- 2009년 1월 13일 〈K.I.N.G (Knocking Into New Glory)〉
- 2009년 2월 24일 〈Touch Me〉 All That - 《잊지 못해서》 Boi B 피쳐링
- 2009년 5월 26일 〈Supernatural Theraphy Vol.1: Sign〉 REB - 《You Know What》 Boi B 피쳐링
- 2009년 6월 25일 〈E.Via a.k.a. Happy E.Vil〉 이비아 - 《오빠! Rap 해도 돼? (Radio Edit Ver.)》, 《오빠! 나 해도 돼? (XXX Ver.)》 지구인 피쳐링
- 2009년 7월 2일 〈Rainbow 7〉 Mild Beats - 《B on the MIC》 Boi B 피쳐링
- 2009년 7월 7일 〈INCitant〉 INC - 《Burnin'》, 《Still On Fire》 (Boi B)
- 2009년 10월 7일 〈수능대박 (D-Day)〉 INC - 《Teenage Love》 행주 피쳐링
- 2010년 11월 9일 〈The Speaker of Teen (EP)〉 앤덥 - 《We Rise》 지구인 피쳐링
- 2011년 1월 21일 〈We Roll]]〉 CB1 - 《Keep Fresh》 피쳐링
- 2011년 2월 18일 〈1집 소리헤다〉 소리헤다 - 《Walk With Me》 Boi B 피쳐링
- 2011년 5월 11일 〈0.99〉 MIKEMANIA - 《Updown》 지구인 피쳐링
- 2011년 5월 26일 〈안 생겨요 (Single)〉 - EachONE - 《안 생겨요》Boi B 피쳐링
- 2011년 9월 23일 〈Deegie's In True Mental〉 Deegie - 《카사블랑카》 피쳐링
- 2011년 10월 7일 〈Simon Dominic Presents 'SNL LEAGUE BEGINS'〉 SIMON Dominic - 《컴플렉스 (Complex 3)》 지구인 피쳐링
- 2011년 10월 20일 〈Heavy Deep〉 Deepflow - 《이 구역에 미친놈은 나야》 지구인 피쳐링
- 2011년 12월 21일 〈그대여 이제〉 기린 (KIRIN) - 《그대여 이제》 피쳐링, 《Old School Love》 Boi B 피쳐링
- 2012년 1월 4일 〈DIGILOG 2/2〉 다이나믹 듀오 - 《오해 (Misunderstood)》 행주 피쳐링
- 2012년 9월 6일 〈인기가Yo! 메가믹스〉 기린 (KIRIN) - 《Osl (Firstaid Mix)》 Boi B 피쳐링
- 2012년 9월 13일 〈Everyday Struggle (Old School Mix)〉 JA - 《Everyday Struggle (Old School Mix)》
- 2012년 10월 31일 〈Primary And The Messengers LP〉 Primary - 《2주일》 피쳐링 《거기서 거기읾》 Boi B 피쳐링
- 2013년 5월 15일 〈Beautiful Struggle〉 Mild Beats - 《내 시작은》 피쳐링
- 2013년 11월 14일 〈Go So Yello〉 C Jamm - 《Make You Proud》 Boi B 피쳐링
- 2014년 1월 17일 〈Blackbox (SINGLE)〉 Laybacksound - 《Blackbox》 Boi B 피쳐링
- 2014년 4월 7일 〈Novel〉 CODE KUNST - 《Time's Up》 지구인, 행주 피쳐링
- 2014년 9월 11일 〈WE#SLSD〉 소울라임 - 《Ride Something》 행주 피쳐링
- 2014년 10월 7일 〈오리지널〉 차붐 (Chaboom) - 《반도의 No.1 난봉꾼》 피쳐링
- 2014년 10월 16일 〈REDINGRAY〉 개코 - 《복수의 칼 2》 행주, 지구인 피쳐링
- 2014년 11월 20일 〈사랑과 행복〉 기린 (KIRIN) - 《요즘 세대 연애방식》 Boi B 피쳐링
- 2015년 5월 7일 〈Crumple〉 코드쿤스트 (CODA KUNST) - 《Directors》 지구인, 행주 피쳐링